# Градска библиотека и читаоница Херцег-Нови
Јавна установа Градска библиотека и читаоница Херцег-Нови у Херцег Новом је  народна (јавна) и матична библиотека на подручју општине Херцег Нови. Оснивач библиотеке је Општина Херцег Нови.

## Историја
Јавна установа Градска библиотека и читаоница Херцег-Нови је настала на темељима Српске читаонице као најстарије библиотеке у херцегновчком крају. 
Година 1850. се у литератури појављује као година када је основана Српска читаоница. Међутим, тај податак не постоји у архивској грађи. Српска читаоница се први пут помиње у Српско–далматинском магазину за лето 1852/53. у рубрици Пренумеранти на 138. страници. Следећи податак о постојању Српске читаонице налази се у Календару Дубровник за 1898. годину, потом у Задарском Српском гласу у 43. броју из 1894. године.
Документ Правилник српске читаонице оверен је 31. децембра 1894. године, а са радом Српска читаоница је почела 27. јануара 1895. године. Током Првог светског рата фонд и инвентар читаонице је уништен.
Током 1949. године у два наврата лист Побједа је објавио да је у Херцег-Новом основана Градска књижница и читаоница. Оснивачка скупштина је одржана 28. марта 1949. године. Библиотека се налазила на главној улици и имала две уређене просторије у којима је била смештена библиотека и читаоница.
Године 1954. у годишњем извештају Библиотеке стоји податак да је НОГО-Херцегнови претворио је дотадашњу Градску књижницу и читаоницу у Градску библиотеку и читаоницу као установу са самосталним финансирањем и одредио Управни одбор од пет чланова који ће се старати о њеном даљем раду. На тај начин је баш на петогодишњицу свога постојања (основана 1949), Библиотека као културно-просветна установа добила значајну афирмацију.

## Библиотека данас
Развој информационих технологија и хиперпродукција информација, условило је трансформацију Библиотеке од традиционално структурисане делатности до модераног библиотечко-информационог центра. Електронска библиографска обрада библиотечке грађе је започета 1989. године, од 2003. Библиотека је укључена у информационе и комуникационе мреже, успостављањем фикасанног вида електронске комуникације са корисницима, посредством свог интернет портала и сервиса Питајте библиотекара, формира базу дигитализоване Завичајне збирке Боке Которске. Библиотечки фонд је електронски обрађен у програму CDS/ISIS, апликација BIBLIO. Следећи корак у унапређењу своје делатности који је Библиотека направила јесте учлањење Библиотеке у библиотечко-информациони систем COBISS Црне Горе. У току је дугорочан посао преношења података из локалне електронске базе CDS/ISIS BIBLIO у COBISS, што је први корак ка увођењу електронске позајмице.

## Рад са корисницима
Херцегновска библиотека рад са својим корисницима реализује кроз традиционалне и модерне (електронске) начине комуницирања, за различите категорије корисника кроз десет корисничких сервиса.

### Међубиблиотечка позајмица
Корисницима Библиотеке је путем овог сервиса који је бесплатан доступан фонд националне библиотеке са Цетиња.

### Претраживање електронских база података: COBISS, BIBLIO и интернет
У Библиотеци се посебна пажња посвећује едукацији корисника као што су средњошколци, студенти, истраживачи, научници, за претраживање електронских база података: COBISS, BIBLIO и интернет. Чланови Библиотеке имају могућност бесплатног коришћења интернета.

## Фонд
Библиотека у свом фонду поседује:
- око 60000 јединица монографских публикација,
- око 70000 јединица серијских публикација,
- око 90000 јединица прес клипинга,
- око 13000 јединица ситног библиотечког материјала,
- три рукописне књиге и значајан број наслова старе и ријетке књиге и серијских публикација.

Библиотечкa грађа је смештена у четири депоа и организована у оквиру следећих фондова:
- фонд монографских публикација,
- фонд серијских публикација,
- фонд монографских и серијских публикација на страним језицима,
- завичајни фонд (монографске и серијске публикације, прес клипинг и ситни библиотечки материјал) и
- легати.

## Легати
Библиотека посједује неколико значајних легата и збирки. Издвојени легати у Библиотеци су:
- Легат др Душана Петковића,
- Легат др Сање Суботић,
- Легат Вељка Радојевића,
- Легат Милоша Ковача,
- Легат Илије Зековића и
- Легат Мираша Мартиновића.

## Програм заштите и очувања културних добара Министарства културе Црне Горе
Библиотека неколико година за редом конкурише за "Програм заштите и очувања културних добара Министарства културе Црне Горе", а из тог програма су реализовани следећи пројекти:
- Израда елабората за утврђивање културне вриједности најазначајнијих збирки Библиотеке (Завичајна библиотечка збирка Боке Которске, Легат др Душана Петковића и Стара и ријетка књига и периодика)
- Библиографско истраживање за потребе Завичајне библиотечке збирке Боке Которске
- Набавка опреме за дигитализацију
- Изложба ex librisa из Фонда ЈУ Градска библиотека и читаоница Херцег Нови
- Изложба Бока и Бокељи у Гласу Црногорца 1873-1922.
- Набавка опреме за дигитализацију

## Манифестације
Од 2003. године Библиотека је укључена у реализацију одржавања Међународног сајам књига Трг од књиге који је добио и свој устаљени термин, 21-28. јул. Сајам књига Трг од књиге је осмишљен као јединствена смотра издаваштва, која има за циљ да популаризује књигу и читање, да бројним посетиоцима, различитих интересовања, понуди најбоља и најновија издања наслова домаће и стране књижевности и литературе из свих области науке и знања.
Библиотека организује многе промоције, изложбе, литерарне конкурсе/радионице, итд.

## Награде
Библиотека је добила као потврду свог успеха престижну струковну Награду др Нико Симов Мартиновић 2010. године.